# Keep
Et keep (fra det middelengelske kype) eller kernetårn er et forskanset tårn, der er opført på en borg i middelalderen af den europæiske adel. Forskere har debatteret definitionen af ordet keep. Ordet bliver normalt brugt om store tårne på borge, der var opført som befæstede beboelser, som kunne bruges som det sidste forsvarsværk, hvis den omkringliggende borg blev overtaget af fjenden. De første keeps var opført af tømmer og var en del af motte-and-baileyfæstninger fra Normandiet og Anjou i 900-tallet. Designet spredte sig til England som et resultat af den normanniske erobring i 1066 og spredte sig ind i Wales i anden halvdel af 1000-tallet og videre til Irland i 1170'erne. Angelnormanniske og franske herskere begyndte at opføre keeps i sten i 900- og 1000-tallet som de normanniske keeps med en kvadratisk eller rektangulær grundplan, eller de cirkulære skalkeeps. Keeps i sten gav både stor politisk og militær magt, og det kunne tage op til 10 år at bygge dem.
I 1100-tallet begyndte en nyt plan at blive introduceret. I Frankrig byggede man i firpas, mens englænderne byggede polygone tårne. Mod slutningen af århundredet begyndte de engelske og franske grundplaner at divergere. Filip 2. af Frankrig byggede en serie runde keeps for at fastslå sin kongelige autoritet i sine nye territorier, mens de engelske borge blev bygget uden keeps. I Spanien blev keeps i stigende grad inkorporeret i både kristne og islamiske borge. I Tyskland foretrak man høje tårne (Bergfried) frem for keeps i den vestlige arkitektur. I anden halvdel af 1300-tallet skete der en ny opblomstring i opførelsen af keeps. I Frankrig begyndte i Vincennes en ny mode med høje, tunge keeps med machicoulis, hvilke særligt spredte sig til Spanien, hvor Valladolid-skolen i borgdesign brugte dem meget. Samtidig blev keeps mere populære blandt de rige adelige i England, og disse store keeps, der alle blev unikt designet, udgjorde en vigtig del i de største borge, der blev opført i denne periode.
I 1500-tallet begyndte keeps at gå af mode som forsvarsværk og beboelse. Mange blev ødelagt eller revet ned under borgerkrige i 1600- og 1700-tallet, eller de blev inkorporeret i haver som såkaldte follies. I 1800-tallet blev keeps atter populære i England og Frankrig, hvor et stort antal blev nytegnet og renoveret af nygotiske arkitekter. På trods af, at mange franske og spanske keeps har lidt stor skade under krigene i 1900-tallet, er de i dag en vigtig del af turistindustrien i Europa.